# Теохаров, Георгий
Георгий Тодоров Теохаров (болг. Георги Тодоров Теохаров; 1836 или 1838, Пештера, Османская империя — 1901, Тифлис, Российская империя) — болгарский и российский государственный и общественно-политический деятель, министр юстиции (13 июля 1881 — 5 июля 1882 и 15 марта 1883 — 4 августа 1883), министр народного просвещения (23 июня 1882 — 3 марта 1883) Княжества Болгария, юрист.

## Биография
Учился в греческой начальной школе в родном городе, затем в болгарской классической гимназии, затем в Пловдиве. Некоторое время учительствовал в Пештере и Хасково, после чего отправился в Константинополь, где работал сотрудником торговой компании. При содействии секретаря посольства Российской империи в Константинополе — Новикова, Г. Теохаров уехал учиться в Одессу. В 1858 году окончил Херсонскую духовную семинарию стипендиатом Славянского благотворительного общества. Был принят в российское подданство. Переехал в Москву и отбыл военную службу в российской императорской армии как гражданин России.
Позже, изучал право на юридическом факультете Московского университета, который окончил в 1864 году. После окончания учёбы стал работать в подчинении прокурора Московской губернии. Много лет был его помощником, затем был прокурором в Полтаве. В 1866 году ненадолго вернулся в Пештеру, информировал о борьбе, революции, о том, что пришло время политического освобождения от османского ига, которое произойдет с помощью России.
За годы учебы в России Г. Теохаров оставил прочный след в культурной жизни зарождающейся новой болгарской журналистики и литературной критики. Активно сотрудничал с престижным московским журналом для болгар «Братский труд». В 1861—1862 годах опубликовал десятки статей по литературно-исторической тематике и в области этнографии. В своих исследованиях и публикациях поднимал вопросы совершенствования болгарского языка. Самой важной задачей для него в новой литературе было требование, чтобы болгарская литература имела отчетливо национальный облик. Печатался на страницах газет «Балкан» и «Балканский рассвет», как автора множества статей на различные правовые, исторические и литературные темы.
В 1877 году после начала русско-турецкой войны, известный и уже опытный юрист Г. Теохаров был назначен главой судебной власти гражданской администрации одного из освобожденных районов Болгарии, которую возглавлял князь В. А. Черкасский. После окончания войны вернулся в Болгарию и много сделал для строительства новых гражданских структур в молодом болгарском государстве.
Г. Теохаров оставил след в формировании основ судебной власти и в образовании свободной Болгарии. В сложное время построения молодого болгарского княжества он бросил всю свою опытную энергию и патриотизм на преобразование Родины в современное европейское государство. Неслучайно Симеон Радев определяет его, как одного из первых строителей новой Болгарии.
В 1881—1883 годах, Г. Теохаров трижды входил в состав кабинетов министров. Он также был членом Государственного совета, состоящего из 20 человек, основанного князем Александром Баттенбергом. С июля 1881 по июль 1882 г. работал в должности министра юстиции, с июля 1882 по март 1883 г. был министром народного просвещения, а с марта 1883 по июль того же года снова руководил министерством юстиции. За эти годы внёс много законодательных инициатив.
В 1886 году уехал в Россию. Умер в Тифлисе 4 (16) марта 1891 года и был похоронен на Кукийском кладбище.